# 30-11-80
30-11-80 ist das fünfte Soloalbum des Berliner Rappers Sido. Es erschien am 29. November 2013 bei Universal.

## Hintergrund
30-11-80 ist Sidos erstes Soloalbum seit dem 2009 erschienenen Aggro Berlin. In der Zwischenzeit hatte er allerdings 2010 das Livealbum MTV Unplugged Live aus’m MV, die gemeinsame Kollaboration mit Bushido 23 sowie den Soundtrack zu seinem Film Blutzbrüdaz im Jahr 2011 und 2012 das Best-of-Album #Beste veröffentlicht. Aus letzterem war zudem mit dem über 330.000-mal verkauften Bilder im Kopf die bisher erfolgreichste Single in Sidos Karriere hervorgegangen.
Am 3. Juni 2013 gab Sido via Twitter bekannt, am Folgetag mit der Arbeit an seinem neuen Album beginnen zu wollen. Zwei Wochen später enthüllte er via Instagram sein Geburtsdatum 30-11-80 als Titel des Albums. Ursprünglich hatte Sido vor, das Album „Herr Würdig“ zu nennen, da sein bürgerlicher Name insbesondere in Zusammenhang mit seiner Hochzeit mit der Moderatorin Charlotte Engelhardt im Jahr 2012 mehrfach im Fokus der Medien gestanden habe. Gegen diesen Albumtitel entschied er sich allerdings, da Samy Deluxe 2012 bereits das Album Verschwörungstheorien mit schönen Melodien explizit unter seinem bürgerlichen Namen Herr Sorge veröffentlicht hatte. Der ursprünglich angedachte habe ebenso wie der auf sein Alter verweisende endgültige Albumtitel 30-11-80 einen sich im Album widerspiegelnden persönlichen Reifeprozess des Künstlers verdeutlichten sollen. Bereits auf seinem Vorgängeralbum Aggro Berlin hatte Sido versucht, eine erwachsenere Zielgruppe anzusprechen. Er will 30-11-80 daher als Fortführung dieser Zielrichtung verstanden sehen.

## Entstehung und Promotion
Sido bezeichnete in Interviews die im Lied Einer dieser Steine verwendete Zeile „Bevor du kamst, war ich nur einer dieser Steine“, die ihm in Los Angeles eingefallen sei, als „Ausgangspunkt der Arbeit an der Platte“.
Weite Teile des Albums wurden innerhalb von drei Wochen gemeinsam mit dem Produzententeam FNSHRS. (bestehend aus: Paul NZA, Marek Pompetzki und Cecil Remmler) sowie DJ Desue in den Black Rock Studios auf dem griechischen Archipel Santorin aufgenommen. Das Produzententeam, das zuvor mehrfach mit Sido zusammengearbeitet hatte, gab in Interviews an, dass Sido, der seine Texte grundsätzlich in Tonstudios schreibt, im Vergleich zu früheren Aufnahmen bereits mit verhältnismäßig vielen Konzeptideen in die Entstehungsphase gegangen sei. Von Seiten der Produzenten wurde vor dem Hintergrund des Erfolges der Single Bilder im Kopf bei mehreren entstandenen Liedern die potentielle Radiotauglichkeit berücksichtigt.
Die Featuregäste Helge Schneider und Mark Forster wurden für die Aufnahme ihrer Beiträge nach Santorin eingeflogen. Mark Forster begleitete Sido auf insgesamt zwei Titeln. Für das Lied Irgendwo wartet jemand war an seiner Stelle ursprünglich Udo Lindenberg vorgesehen gewesen, der eine Zusammenarbeit jedoch ablehnte. Des Weiteren lehnte der Rapper Haftbefehl eine Beteiligung an dem Lied 30-11-80 ab, da er mit einigen der sonstigen auf dem Lied vertretenen Künstler nicht zusammenarbeiten wollte. Der Rapper Cro nahm zudem eine Strophe für das Lied Maskerade auf, die auf dem Album nicht veröffentlicht wurde, nachdem Cros Plattenfirma Chimperator Productions ihre Zustimmung zu einem Auftritt des Künstlers im Musikvideo des Liedes verweigerte.
Zu keiner gemeinsamen Studioaufnahme kam es für den Titeltrack 30-11-80, auf dem Sido eigenen Angaben zufolge von 18 seiner persönlichen Lieblingsrapper begleitet wird. Dieser sei entstanden, da Sido auf dem Album 30-11-80 nur wenige Gastbeiträge habe haben wollen, die dann aus seinem gewöhnlichen musikalischen Umfeld herausfallen sollten. Da er gleichzeitig aber auch mit vielen befreundeten deutschen Rappern für das Album zusammenarbeiten wollte, habe er jene auf diesem einen Lied versammelt. Als konzeptionelles Vorbild hätten diesem US-amerikanische „Possetracks“ wie etwa das 1999 erschienen 5 Boroughs von KRS-One, Buckshot, Cam’ron, Keith Murray, Killah Priest, Prodigy, Redman, Run und Vigilante gedient. Alle Strophen des Liedes wurden von den beteiligten Künstlern in Eigenregie aufgenommen.
Die Künstler im Titeltrack 30-11-80 sind (in der Reihenfolge ihres Auftritts): Eko Fresh, Lakmann One, Laas Unltd., Nazar, Frauenarzt, Manny Marc, Bushido, Blut & Kasse, Olli Banjo, Tarek, Smudo, Erick Sermon, MoTrip, Moses Pelham, Bass Sultan Hengzt, Afrob, Dr. Renz und B-Tight.
Das Juice-Magazin widmete Sido Ende 2013 in ihrer 155. Ausgabe ihre Titelstory. Am 25. November 2013 trat Sido in Late-Night-Show Circus HalliGalli des TV-Senders ProSieben auf. In der Folgeausgabe derselben Sendung am 2. Dezember führte er gemeinsam mit Helge Schneider den Albumtitel Arbeit auf.

## Inhalt
Die Lieder des Albums beschäftigen sich überwiegend mit Sidos aktueller Lebenssituation, seiner Rolle als Vater und der Liebe zu seiner Frau. Sido setzt sich intensiv mit den Veränderungen in seinem Leben auseinander. Sidos Absicht war es dabei eigenen Angaben zufolge, mehr bildhafte Texte als auf seinen vorhergehenden Veröffentlichungen zu verwenden, reimtechnische Aspekte verhältnismäßig in den Hintergrund gestellt.
Der erste Titel des Albums, Hier bin ich wieder, rekapituliert Sidos Erlebnisse zwischen seiner letzten Albumveröffentlichung und 30-11-80 und soll damit an die thematisch vergleichbar angelegten Titel Sido auf Aggro Berlin und Wieder zurück auf Ich und meine Maske anknüpfen, die den jeweiligen Auftakt dieser Alben bildeten.
In Papa, was machst du da thematisiert Sido die eigene Vorbildfunktion für seine Kinder. In der zweiten Strophe des Liedes verarbeitet er dabei seine Auseinandersetzung mit dem österreichischen Journalist und Moderator Dominic Heinzl, dem gegenüber er im Rahmen einer Aufzeichnung der ORF-Fernsehsendung Die große Chance im Oktober 2012 handgreiflich geworden war. Sido zufolge solle das Lied sein bei ihn betreffenden Negativschlagzeilen seinen Kindern gegenüber aufkommendes persönliches Schamgefühl transportieren. Enrico erzählt die Geschichte eines Sinti, der in einer Hochhaussiedlung in Berlin-Marzahn aufwächst. Sido, der selbst Sinti ist und zeitweise in einem Hochhaus im Berliner Märkischen Viertel wohnte, gibt an in das Lied stellenweise Eindrücke seiner eigenen Biografie mit einfließen lassen zu haben.
Arbeit setzt sich in ironischer Weise mit Arbeitslosigkeit auseinander. Mit Einer dieser Steine und Liebe sind zudem zwei Liebeslieder auf dem Album vertreten. Das Lied Maskerade, auf dem Sido, der zu Beginn seiner Solo-Karriere mehrere Jahre mit einer verchromten Totenkopf-Maske auftrat, von den ebenfalls maskierten Künstlern Marsimoto und Genetikk begleitet wird, hat ebendiese Gemeinsamkeit der beteiligten Künstler zu dem Thema. 30-11-80 ist das einzige Lied des Albums, das noch stellenweise Elemente des Subgenres Battle-Rap, das auf vorherigen Veröffentlichungen Sidos eine größere Rolle spielte, aufweist.

## Titelliste
| #  | Titel                  | Feature(s) | Produzent   | Länge |
| -- | ---------------------- | --- | ----------- | ----- |
| 1  | Hier bin ich wieder    | | FNSHRS.     | 3:59  |
| 2  | Es war einmal          | | FNSHRS.     | 3:48  |
| 3  | So wie du              | | FNSHRS.     | 3:53  |
| 4  | Papa, was machst du da | Background-Gesang: Sarah Jane Pugh | FNSHRS.     | 3:48  |
| 5  | Irgendwo wartet jemand | Mark Forster | FNSHRS.     | 3:40  |
| 6  | Enrico                 | | FNSHRS.     | 3:13  |
| 7  | Einer muss es machen   | | FNSHRS.     | 3:37  |
| 8  | Arbeit                 | Helge Schneider | FNSHRS.     | 3:50  |
| 9  | Einer dieser Steine    | Mark Forster, Cello: Cellolitis | FNSHRS.     | 3:56  |
| 10 | Liebe                  | Background-Gesang: Celina Bostic | FNSHRS.     | 3:15  |
| 11 | Maskerade              | Genetikk & Marsimoto | Sikk-Da-Kid | 3:03  |
| 12 | Grenzenlos             | Marius Müller-Westernhagen | FNSHRS.     | 4:02  |
| 13 | Fühl dich frei         | Live-Drums: David Haynes | FNSHRS.     | 3:50  |
| 14 | 30-11-80               | Eko Fresh, Lakmann One, Laas Unltd., Nazar, Frauenarzt, Manny Marc, Bushido, BK, Olli Banjo, Tarek, Smudo, Erick Sermon, MoTrip, Moses Pelham, B.S.H, Afrob, Dr. Renz & B-Tight | DJ Desue    | 10:17 |

## Singleauskopplungen
Am 18. Oktober 2013 veröffentlichte Sido 30-11-80 als erstes Musikvideo des Albums. Alle 19 beteiligten Rapper hatten ihre Videobeiträge dabei in Eigenregie aufgenommen. Am 1. November wurde ein mit Teilen des Liedes Hier bin ich wieder unterlegtes Making-of-Video zum Fotoshooting des Albumcovers bereitgestellt. Das seitdem digital erhältliche Lied stieg daraufhin in Österreich am 15. November 2013 auf Platz 39 der Singlecharts ein und hielt sich insgesamt 5 Wochen in den Charts. Am 15. November 2013 wurde gleichzeitig Einer dieser Steine als erste offizielle Single des Albums veröffentlicht. Mit dieser erreichte Sido in Deutschland Platz 4, in Österreich Platz 12 und in der Schweiz Platz 8 der Singlecharts. Der eine Woche vor Albumveröffentlichung ebenfalls digital erhältliche Titel Arbeit erreichte in Deutschland Platz 33 und in Österreich Platz 63. Mit Veröffentlichung von 30-11-80 waren mit Ausnahme des Titelliedes alle weiteren Lieder des Albums auch einzeln digital erhältlich. Von ihnen erzielten daraufhin Liebe, Maskerade und Fühl dich frei Charteinstiege. Zu allen drei Liedern wurden nach Erscheinen des Albums Musikvideos veröffentlicht. Am 7. März wurde Liebe auch als Single-CD veröffentlicht, woraufhin es in die deutschen Top 20 stieg.

## Rezeption

### Rezensionen
Das Hip-Hop-Magazin Juice bewertete 30-11-80 mit 4 von 6 Kronen. In ihrer Rezension lobt sie das Album als gelungenen Schritt zu einem erwachseneren Rap des Künstlers, auch wenn es Sido etwas am „früher spürbaren Hunger“ fehlen würde und resumierte über das Gesamtbild von Sidos Werk, dass „wenn er liebevolle Außenseiterportraits in Strophen skizziert, dann gelingt ihm das so treffend wie sonst vielleicht nur Marteria oder Dilemma.“ Negativ werden am Album allerdings die Titel Fühl dich frei und der Gastbeitrag von Marius Müller-Westernhagen, „dessen Stadion-Pathos über 32stel Hi-Hats einen kompletten Song ersäuft“ bewertet.
Das E-Zine laut.de verlieh Sidos 30-11-80 3 von 5 möglichen Sternen, hob insbesondere Sidos „für deutsche Verhältnisse unnatürlich ausgeprägtes Gespür für Ohrwurm-Hooks“ hervor und bezeichnete das Album als „logische Konsequenz aus seiner Entwicklung“, bemängelte aber insbesondere auf textlichem Niveau mehrere „teils eklatanter Schönheitsfehler“. Die Titel Arbeit und das wegen der „ungewöhnliche[n] Konstellation der Protagonisten“ reizvolle 30-11-80 werden dabei als Highlights des Albums bezeichnet. Als Tiefpunkt des Albums wird hingegen Einer dieser Steine ausgemacht: „Sidos ruhige Erzählstimme, mit der man sich einfach nicht anfreunden mag und Mark Forsters schmalzige Hook straight out the fuckin’ dungeons of ZDF Fernsehgarten flehen förmlich nach einem Skip.“

### Chartplatzierungen
| ChartsChartplatzierungen | Höchstplatzierung | Wochen |
| ------------------------ | ----------------- | ------ |
| Deutschland (GfK)        | 1 (28 Wo.)        | 28     |
| Österreich (Ö3)          | 2 (26 Wo.)        | 26     |
| Schweiz (IFPI)           | 1 (21 Wo.)        | 21     |

| ChartsJahrescharts (2013) | Platzierung |
| ------------------------- | ----------- |
| Deutschland (GfK)         | 46          |
| Österreich (Ö3)           | 52          |
| Schweiz (IFPI)            | 79          |

| ChartsJahrescharts (2014) | Platzierung |
| ------------------------- | ----------- |
| Deutschland (GfK)         | 92          |
| Österreich (Ö3)           | 47          |
| Schweiz (IFPI)            | 78          |

### Auszeichnungen für Musikverkäufe
| Land/Region        | Auszeichnungen für Musikverkäufe (Land/Region, Auszeichnung, Verkäufe) | Verkäufe |
| ------------------ | ---------------------------------------------------------------------- | -------- |
| Deutschland (BVMI) | Platin                                                                 | 200.000  |
| Österreich (IFPI)  | Platin                                                                 | 15.000   |
| Schweiz (IFPI)     | Gold                                                                   | 10.000   |
| Insgesamt          | 1× Gold · 2× Platin ·                                                  | 225.000  |